# پروانه کرچک نوارسفید
پروانه کَرچَک نوارسفید (نام علمی: Ariadne albifascia) نام یک گونه از تیره فرچه‌پایان است. پروانه کرچک نوارسفید در خارزارها و جنگل‌های لیبریا، ساحل عاج، غنا، سیرالئون، کامرون، جمهوری کنگو، جمهوری آفریقای مرکزی و جمهوری دموکراتیک کنگو زندگی می‌کند.